# Alessandro Galvani
Alessandro Galvani (Cento, 1556 – Padova, 9 novembre 1616) è stato un giurista italiano.

## Biografia
Nato nel 1556, nella provincia di Ferrara, era figlio di Bartolomeo e Ludovica. Suo nonno paterno, di nome Nicolò, era un amministratore terriero del duca Ercole II. I suoi studi iniziano a Ferrara, dedicandosi alla giurisprudenza e al diritto civile in particolare, come allievo di Gianfrancesco Terzani Cremona. Nel 1579 pubblicò trecento tesi contenute nel Gymnastica Monomachia, pubblicamente discusse fino al 1582, anche all'Accademia degli Olimpici, prima di essere stampate. Galvani la frequentava assiduamente, avendo il grado di principe dell'Accademia, di cui ospitò la sede a casa sua dopo la morte di Terzani. Si trasferì come insegnante all'Università di Padova, probabilmente per sfuggire al controllo pontificio di Ferrara, o per uno stipendio più alto.
Morì a Padova il 9 novembre 1616 e fu sepolto nella chiesa dei Santi Simone e Giuda. Nel suo epitaffio, fatto incidere dal figlio Marco Aurelio, vi è scritto che "egli fu il primo a introdurre in Italia la giurisprudenza degli eruditi transalpini". L'anno seguente, sempre per opera del figlio, venivano stampati postumi, a Padova, i Consilia, sive responsa.

### Gymnastica Monomachia
La Gymnastica, «densa di reminiscenze filosofiche e mitologiche e volta soprattutto all'approfondimento di problemi teorici e metodologici della giurisprudenza, fu dedicata a personaggi influenti più o meno legati alla corte estense: tra gli altri Cornelio Bentivoglio, Alfonso Estense Tassoni, Giovanni Maria Crispi, Antonio Montecatini».

## Opere
- Gymnastica Monomachia…, Ferrariae, ex typis Victorii Baldini (1579)
- Ad 1. Gallus, ff. de liber. et posthum. haered.… lucubrationes, Bononiae, ex typographia Ioannis Rossii, (1583)
- Responsum super controversa et nodosa quaestione utrum dos a patre expresso titulo institutionis filiabus sibi invicem in ea substitutis relicta et tempore quo nupserit solvenda, s.l., (1606)
- Interpretationes in Rub. et 1. I D. Solv. Matrim. summa capita, Patavii (1610)
- Consilia, sive responsa, ibid. (1617)[3]